# North Hillcrest Road
Die North Hillcrest Road, gelegentlich auch als Hillcrest Road bezeichnet (eine South Hillcrest Road gibt es in Beverly Hills nicht), ist eine Straße in Beverly Hills. Sie beginnt im Süden am Santa Monica Boulevard, überquert den Sunset Boulevard und führt nördlich der Doheny Road in die Trousdale Estates hinein, wo sie bei dem Anwesen mit der Nummer 1187 als Sackgasse endet.

## Berühmte Anwohner
Der obere Teil der Straße nördlich der Doheny Road wurde erst in den 1950er Jahren angelegt, als die Trousdale Estates als Wohnsiedlung erschlossen wurden. Seither hat sich das bevorzugte Wohngebiet der Straße in diese Region verlagert. In den 1930er und 1940er Jahren dagegen galt die Region südlich des Sunset Boulevard als bevorzugtes Wohngebiet der Stars und Sternchen, die seit Errichtung der Trousdale Estates allerdings nur noch in sehr geringer Zahl hierher zurückgekehrt sind. In dem etwa 300 Meter langen Abschnitt zwischen Doheny Road und Sunset Boulevard befindet sich das Haus Nummer 809, das 1928 von dem Stummfilmschauspieler Hobart Bosworth (1897–1943) errichtet und 1933 an den Schauspieler William Powell (1892–1984) verkauft wurde. In den 1990er Jahren wurde das Anwesen von der Schauspielerin Diane Keaton (* 1946) bewohnt.

### Südlich des Sunset Boulevard
Unter Nummer 500, dem ersten Haus am Beginn der North Hillcrest Road, unmittelbar nördlich des Santa Monica Boulevard, lebte einst die Komponistin und Filmproduzentin Sylvia Fine (1913–1991). Ihr unmittelbarer Nachbar war der Saxofonist Freddy Martin (1906–1983), der ebenso unter der Nummer 502 lebte wie nach ihm in den 1940er Jahren der Regisseur Howard Hawks (1896–1977). Ebenfalls in unmittelbarer Nachbarschaft lebten der Politiker Fred H. Brown (1879–1955) unter Nummer 507 und der Filmproduzent, Drehbuchautor und Regisseur Darryl F. Zanuck (1902–1979) unter Nummer 510 (beide um 1930) sowie im letztgenannten Haus in den 1940er Jahren der Schauspieler, Regisseur und Produzent Gregory Ratoff (1897–1960). Etwas weiter nördlich lebten der Schauspieler und Regisseur Fred C. Newmeyer (1888–1967) unter Nummer 516 sowie unter Nummer 527 zunächst der Kameramann und Regisseur Fred Jackman (1881–1959) in den 1930er Jahren und später der Regisseur Norman Taurog (1899–1981) in den 1950er Jahren.
Im nächsten Abschnitt der Straße, zwischen Carmelita Avenue und Elevado Avenue, befinden sich die Anwesen mit den Nummern  601 bis 632. In dem Haus Nummer 605 lebte bis 1934 der Regisseur Sidney Lanfield (1898–1972) sowie anschließend die Schauspielerin Shirley Mason (1900–1979) und (bis 1952) der Regisseur und Drehbuchautor Morrie Ryskind (1895–1985). Unter Nummer 613 residierten von 1926 bis 1944 der Drehbuchautor Anthony Coldeway (1887–1963) und unmittelbar danach für rund zwanzig Jahre der Kameramann Harold Rosson (1895–1988). Ferner lebten in diesem Abschnitt unter Nummer 619 der Schauspieler Don Adams (1923–2005) in den 1960er Jahren, unter Nummer 621 der Schauspieler James Cagney (1899–1986) von 1932 bis 1944 sowie seine Berufskollegin Carole Landis (1919–1948) zwischen 1945 und 1947, der Schauspieler Donald Woods (1906–1998) in Nummer 623, der Schauspieler Stephen McNally (1911–1994) in 624 und die Schauspielerin Olive Borden (1904–1947) in 627.
Zwischen Elevado Avenue und Sunset Boulevard residierte unter Nummer 707 zunächst die Schauspielerin Madge Evans (1909–1981) in den 1930er, dann der spanische Musiker José Iturbi (1895–1980) in den 1940er und anschließend der Drehbuchautor und Regisseur Preston Sturges (1898–1959) in den 1950er Jahren. Weiter lebten im selben Abschnitt der Straße unter Nummer 708 der Filmproduzent Jeffrey Katzenberg (* 1950) und unter Nummer 709 der Regisseur Archie Mayo (1891–1968). Auf dem Anwesen Nummer 710 residierte der Komiker Groucho Marx (1890–1977) von 1933 bis 1945, später der Filmproduzent und Drehbuchautor Samuel Marx (1902–1992) und zu Beginn des 21. Jahrhunderts der argentinische Komponist Lalo Schifrin (1932–2025). Unter Nummer 716 lebte in den 1940er Jahren die Schauspielerin Betty Hutton (1921–2007) und auf dem Anwesen Nummer 718, an der südöstlichen Ecke der Kreuzung mit dem Sunset Boulevard, die Schauspielerin Barbara Stanwyck (1907–1990) sowie später der Schauspieler und Komiker Don Knotts (1924–2006).

### Nördlich der Doheny Road
Im ersten Abschnitt zwischen Doheny Road und Drury Lane lebten der Regisseur und Filmproduzent  Stanley Kramer (1913–2001) unter Nummer 906 in den 1970er Jahren, der britische Musiker Ringo Starr (* 1940) unter Nummer 918 und der Schauspieler Bud Cort (* 1948) unter Nummer 924. Das Grundstück Nummer 933 diente als Drehort der Fernsehserie Beverly Hills, 90210.
Unmittelbar nordwestlich der Abzweigung der Drury Lane, mit rund 100 Metern die kürzeste Verbindung zum westlich verlaufenden Loma Vista Drive, liegt das Anwesen mit Nummer 1001, das einst von der Sängerin, Schauspielerin und Golfspielerin Dinah Shore (1916–1994) bewohnt wurde. Auf der gegenüberliegenden Straßenseite befindet sich das Anwesen mit der Nummer 1004, das 1970 vom Architekten Hal Levitt 1972 erbaut und am 3. November 2006 für 13,5 Millionen Dollar von der Schauspielerin, Filmproduzentin und Regisseurin Jennifer Aniston (* 1969) erworben wurde. Damals befand sich das Haus jedoch in einem vernachlässigten Zustand und bedurfte grundlegender Modernisierungsmaßnahmen, die über einen Zeitraum von zweieinhalb Jahren vom Designer Stephen Shadley durchgeführt wurden. Nachdem die Villa rundum erneuert worden war, konnte sie 2011 für mindestens 35 Millionen Dollar an den russischen Oligarchen Roman Abramowitsch (* 1966) weiterverkauft werden. Unmittelbar gegenüber lebte unter Nummer 1007 von 2004 bis 2013 das ehemalige Schauspieler-Ehepaar Courteney Cox (* 1964) und David Arquette (* 1971). Ebenfalls in unmittelbarer Nachbarschaft lebten der Stadtentwickler und Bauträger Paul Trousdale (1915–1990) unter Nummer 1010 sowie der Schauspieler Morey Amsterdam (1908–1996), der im Oktober 1996 unter dieser Adresse verstarb.
Rund 250 Meter weiter nördlich und etwa 100 Meter vor der Abzweigung des Wallace Ridge befindet sich das Anwesen mit der Nummer 1083, auf dem der Schauspieler und Komiker Groucho Marx von 1957 bis zu seinem Ableben 1977 residierte. In der unmittelbar gegenüber liegenden Villa unter Nummer 1082 lebte die Schauspielerin, Sängerin und Model Carmen Electra (* 1972). Das Anwesen befindet sich auf der Rückseite und unterhalb des Anwesens mit der Nummer 1174, das zwischen 1967 und 1973 als Zweitwohnsitz von Elvis Presley (1935–1977) diente.
Die geografische Nähe dieser beiden Anwesen ist ermöglicht durch die Krümmung der Straße, die in ihrem äußersten Norden  etwa auf Höhe der Abzweigung des Barrie Drive bzw. des ihm gegenüber liegenden Grundstücks unter Nummer 1100 erfolgt, wo die North Hillcrest Road eine Biegung um etwa 180 Grad aufweist. In der Nähe ihrer nördlichsten Stelle verbrachte unter Nummer 1098 der Architekt und Schriftsteller Frank Lloyd Wright (1867–1959) die letzten Monate seines Lebens.
Im anschließend wieder in südliche Richtung führenden Schlussabschnitt der Straße erwarb der kanadische Komiker, Schauspieler und Stimmenimitator Kevin McDonald (* 1961) im Jahr 2001 das Anwesen mit der Nummer 1122. Gleich nebenan lebte zwischen den 1950er und den 1980er Jahren unter Nummer 1124 die englische Schauspielerin Binnie Barnes (1903–1998) mit ihrem Mann, dem US-amerikanischen Filmproduzenten Mike Frankovitch (1909–1992).
Das letzte Haus auf der rechten Straßenseite ist das bereits erwähnte Grundstück mit der Nummer 1174, das 1967 für 400.000 US-Dollar von Elvis Presley erworben wurde und das er unmittelbar nach der Hochzeit mit Ehefrau Priscilla Presley (* 1945) bezog. Die 1958 erbaute Villa verfügte über vier Schlafräume, fünf Badezimmer, ein Esszimmer und ein Wohnzimmer, darüber hinaus ein Gästehaus und einen Carport für vier Autos. Das frisch vermählte Paar wollte es sich in diesem Haus richtig gemütlich machen und beauftragte daher den bekannten Innenausstatter Tom Lane. Im Gegensatz zu Presleys Hauptwohnsitz Graceland war die hiesige Villa nur mit den allerfeinsten Möbeln ausgestattet. Im Dezember 2012 erwarb der Gründer von Hard Rock Cafe, Peter Morton, das Anwesen und ließ das einst von Presley bewohnte Haus abreißen.
Am Ende der North Hillcrest Road liegt das Anwesen mit der Nummer 1187, das die Straße zur Sackgasse macht. Das auch unter der Bezeichnung Villa Roisa bekannte Haus wurde von dem Schauspieler Danny Thomas (1912–1991) bewohnt, der dort auch verstarb.